# Jannica Olin
Jannica Olin (* 1981 oder 1982 in Åstorp, Skåne län) ist eine schwedische Schauspielerin und Filmschaffende.

## Leben
Olin wurde Anfang der 1980er Jahre in Åstorp geboren und wuchs in Schweden auf. Von 2005 bis 2007 lernte sie das Schauspiel an der Neighborhood Playhouse School of the Theatre in New York City. 2009 vertiefte sie ihre Schauspielkenntnisse am European ACT, einer Partnerschule der Royal Academy of Dramatic Art und des Actor’s Centre, beide in London. Sie wirkte anschließend in einigen Theaterstücken in London und später am Broadway mit.
2013 stellte sie in Third Contact die weibliche Hauptrolle der Erika Maurer dar. Der Film wurde unter anderen ein Jahr zuvor auf den Hofer Filmtagen gezeigt. Im selben Jahr erkrankte sie an Alopecia areata und verlor innerhalb eines halben Jahres im Jahr 2014 den größten Teil ihrer Kopfbehaarung. In diesem Zusammenhang hielt sie für die TEDx, eine Forschungsorganisation, den Vortrag Welcome to My New Normal. 2017 wurde sie für ihre Leistungen als Teil des Ensembles im Kurzfilm Between Shifts aus dem Jahr 2016 mit dem IIFC Award ausgezeichnet. Im selben Jahr übernahm sie die Rolle der Alexis im Spielfilm Air Speed – Fast and Ferocious. 2018 wirkte sie im Musikvideo zum Lied Queen der Sängerin Jessie J mit. Im selben Jahr war sie unter anderem in den B-Movies Flug 666 und Jurassic Expedition sowie in drei Episoden der Fernsehserie Dream Themes in der Rolle der Kristen zu sehen.
Seit 2015 tritt Olin als Kurzfilmschaffende in Erscheinung. 2019 wurde ihr Theaterstück (IM)PERFEKT ausgezeichnet.

## Filmografie (Auswahl)

### Schauspiel
- 2007: Phone Call Shopping (Kurzfilm)
- 2008: The Delivery Boy (Kurzfilm)
- 2008: Pink Glasses (Kurzfilm)
- 2008: Guilty as Sin: Lust (Kurzfilm)
- 2009: Jukka (Kurzfilm)
- 2010: Through the Letterbox (Kurzfilm)
- 2013: Marked (Fernsehfilm)
- 2013: Third Contact
- 2016: Between Shifts (Kurzfilm)
- 2017: Air Speed – Fast and Ferocious (The Fast and the Fierce)
- 2017: Miss 2059 (Fernsehserie, Episode 2x01)
- 2017: People Magazine: Investigativ (Fernsehdokuserie, Episode 2x12)
- 2018: Janelle Monáe – Dirty Computer
- 2018: Flug 666 (Flight 666)
- 2018: Truth
- 2018: Jurassic Expedition
- 2018: Harper Rose (Kurzfilm)
- 2018: Dream Themes (Fernsehserie, 3 Episoden)
- 2019: Clickbait
- 2019: Bell Canyon
- 2019: Alone
- 2020: The Soaring Solo Salon
- 2020: Cheat Code (Kurzfilm)
- 2022: Rescued (Kurzfilm)
- 2023: I'm Okay (Kurzfilm)

### Filmschaffende
- 2015: #BeYou (Kurzfilm; Drehbuch, Produktion, Regie)
- 2018: Harper Rose (Kurzfilm; Drehbuch, Produktion)
- 2021: Pretty. Bald (Kurzfilm; Drehbuch, Produktion, Regie)
- 2022: Rescued (Kurzfilm; Drehbuch, Produktion)
- 2023: I'm Okay (Kurzfilm)

## Theater (Auswahl)
- 2019: (IM)PERFEKT, Hollywood Fringe Festival

## Auszeichnungen
- 2017: IIFC Award für das beste Ensemble in Between Shifts(2016)